# بطولات فارس فاشل
بطولات فارس فاشل (باليابانية : 落第騎士の英雄譚 تُنطق باليابانية : لاكوداي كيشي نو كيابالولي، و التي تترجم حرفياً إلي العربية: القصص البطولية للفارس الفاشل) هي سلسلة روايات خفيفة يابانية من تأليف المانغاكا ريكو ميسورا ورسوم وُن. تدور أحداث القصة في عالم خيالي حيث يلتقي الفارس الفاشل إيكي كوروغاني مع الأميرة ستيلا فيرميليون التي تعتبر العبقرية ذات الاصول الثرية. بحيث يعوض الاثنان ضعف بعضهما البعض ويشكلان علاقة أثناء التدريب ليصبحا فرساناً رائعين. تم إصدار المجلد الأول من المانغا في 15 يوليو 2013. وتم بث الأنمي في أواخر عام 2015.
و قد حققت السلسلة نجاح كبير فقد تم بيع 1.5 مليون نسخة مطبوعة من الرواية الخفيفة بحلول فبراير 2017.

## قصة الأنمي
تدور أحداث القصة في عالم بديل للأرض حيث يتمتع البشر المسمى «بالبليزر» أو المتوهجين باللغة العربية وهم البشر الذين يتمتعون بقدرات خارقة للطبيعة. يمكن لهذه البليزرز تجسيد الأسلحة المعروفة باسم «الديفايس» أو الوسيلة والتي يتم صنيعها من خلال روح الشخص. في أكاديمية هاجون (باليابانية : 破軍学園 تنطق باليابانية : هاجون جاكوني) ، ويهدف البليزيرس ليتدربوا بجد ليصبحوا أحد ممثلي أكاديميتهم في مهرجان سيف النجوم السبع Seven Star Sword للفنون، وهو حدث دوري سنوي يقام من تنظيم أكاديميات الفروسية الكبري Mage Knight السبعة في اليابان لتحديد أقوى فارس في اليابان. تم تصنيف أداء أكاديمية هاغون في المهرجان من سيئ لأسوء فلذلك ترغب مديرة الأكاديمية كورونو شينجو على إيجاد حل. بطل القصة إيكي كوروجاني وهو أحد البليزر في الفئة (و) أو (f) التي تعد أسوء مرتبة في الأكاديمية، ولذلك يعتبر «الأسوأ» لقدراته السحرية المنخفضة، وعلي الناحية الأخري تعد ستيلا فيرميليون، أميرة المملكة الأوروبية فيرميليون، هي واحدة من أفضل البليزر علي الأطلاق فتصنف في المرتبة (أ) أو (A) التي تعد مرتبة نخبة الفرسان
في اليوم الأول للاميرة ستيلا في أكاديمية هاجون كان عليها ان تصبح شريكة أحدهم في السكن ولسوء حظها، تم أختيارها لتصبح شريكة إيكي في نفس الغرفة. عندما يكتشف إيكي ان ستيلا أنتقلت لتصبح شريكته بالغرفة صدم صدمة كبيرة ليري أمامه ستيلا بملابسها الداخلية عن غير قصد ونيتجة ذلك قام برفع ملابسه ليريها صدره العاري ليصبحا متعادلين صرخت ستيلا لينتقل كل منهم لمكتب المديرة تريد ستيلا أن يموت إيكي كي يكفر عن ذنبه علي طريقة الساموراي، فإنه يواجه تحديًا للمبارزة حيث يجب أن يكون الخاسر مطيعًا للفائز مدى الحياة. وانتهت المبارزة بخسارة ستيلا ونيتجة ذلك ظنت ستيلا أنه سيستخدمها ليشبع رغباته الجنسية لكنهم أتفقا على أن يصبحوا رفيقين في الغرفة. وتتبع السلسلة مغامراتهم أثناء تدريبهم للتأهل كممثلين لأكاديمية في مهرجان سيف النجوم السبع.

## الشخصيات الرئيسية
كروغاني إيكي (باليابانية 黒 鉄 一 輝 يُنطق باليابانية : كوروغاني إيكي)
مؤدي الصوت: ريوتا أوساكا  (النسخة اليابانية)
إيكي هو بليزر في الفئة (و) أو (f) التي تعد أسوء مرتبة في الأكاديمية وهو معروف على نطاق واسع باسم الأسوأ (باليابانية : 落第騎士 تُنطق باليابانية :واسوتو وان، و التي تترجم حرفياً إلي العربية:  الفاشل) . وهو عضو في عائلة كورجان المميزة، وقد تعرض إيكي لمعاملة سيئة من عائلته منذ الطفولة؛ ومع ذلك قام جده الأكبر ريوما كورغاني بتشجيعه ويعد ريوما كورغاني بليزر وبطل أسطوري وحث حفيده إيكي على عدم الاستسلام أبدًا وأن يصبح قويًا، وبعد ذلك استمر في العمل بجد على المبارزة ولذلك دخل إكاديمية هاغون. بسبب تأثير عائلته على المدرسة إلى جانب درجاته الأقل من المتوسط (و هذا يرجع لقدراته السحرية المنخفضة)، اضطر إلى إعادة السنة؛ ومع ذلك، عندما تغيرت إدارة المدرسة، جنبًا إلى جنب مع المعايير الأكاديمية الجديدة، تمكن إيكي من المشاركة بشكل كامل في النزالات، بشرط أنه لن يتمكن من التخرج إذا فشل في التأهل لبطولة قتال النجوم السبعة أو حتى خسر في نزال واحد وهذا يعتمد على تعلم مهارات وتكتيكات خصومه، ولديه تقنية تسمى سرقة السيف "Blade Steal". جهازه هو يدعي إيتسو Intetsu وفنه النبيل هو إيتو شيرا (باليابانية 一刀 修羅) الذي يعني بالعربية السكين، حيث يدفع مهاراته وقدراته إلى أبعد من حدود جسم الإنسان. في بداية المسلسل، واجهه ستيلا في مبارزة حيث يجب على الخاسر أن يطيع الفائز. على الرغم من فوزه في المبارزة، إلا أن أمره الأساسي هو أنه أصبح وستيلا زميلين في الغرفة ويتوافقان. LN 1 ch. 1  بعد هزيمة منافسه العام الماضي، شيزويا كيريهارا، حصل إيكي على لقب جديد، وهو الآخر (باليابانية : 無冠の剣王 تُنطق باليابانية :انازوا وان، و التي تترجم حرفياً إلي العربية:  الفتي الآخر) . على الرغم من أنه جذب عواطف العديد من الفتيات، LN 1 ch. 2  هو وستيلا يدخلا في علاقة حب قوية في النهاية. على الرغم من التدخل العنيف من أفراد عائلة كروغاني، فإن إيكي يتأهل ويصبح ممثل لأكاديمية هاغون وقام بالاعتراف لستيلا بحبه له امام الجميع بكل فخر.  
ستيلا فارميليون (باليابانية ス テ ラ ・ ヴ ァ ー ミ リ オ ン تُنطق باليابانية سُتيرا فاميريون)
مؤدية الصوت: شيزوكا إيشيغامي  (النسخة اليابانية)
هي البطلة الرئيسية للمسلسل، ستيلا هي فتاة ذات شعر احمر قرمزي وعيناها حمراوين والتي تعتبر عبقرية. جهازها لايفاتينو Laevateinn وفنها النبيل هو كاثارتيريو سالاماندرا كاثارتيريو سالاماندرا  ( باليابانية 天壌焼き焦がす竜王の焔 و التي تترجم حرفياً إلي العربية:  تيرانو نيران الملك التنين الحارقة  ) وهي. الأميرة الثانية لمملكة فيرميليون (بلد أوروبي صغير)، لم تستطع ستيلا السيطرة على قدرتها عندما كانت طفلة، وكانت تحرق بشدة في كل مرة حاولت استخدامها فيها. من خلال جهدها، أتقنت في نهاية المطاف قوتها الخاصة واعتبرت على نطاق واسع عبقرية من قبل من حولها. لعدم رغبتها في أن تصبح مغرورة، قررت ستيلا الانتقال إلى اليابان. في بداية القصة، تتحدى إيكي في مبارزة حيث يجب على الخاسر أن يطيع الفائز، لكنها تخسر. على الرغم من موافقتهم على أن يكونوا زملاء في الغرفة، إلا أن ستيلا تشعر أنه من واجبها النبيل أن تعامله على أنه سيدها فتقوم بمحاولة القيام باشباع رغباته الجنسية لكن ايكي يرفض هذا فهو يعتبرها صديقته LN 1 ch 1 . تشعر بالغيرة على الفور من الفتيات الأخريات اللطيفات تجاه إيكي Ch. 3-5 ،  وخلال المسلسل، تقع في حبه. أصبحوا في النهاية زوجان بعد أن تأهلت هي وإيكي لبطولة قتال النجوم السبعة Ch. 31 وتلقب بالأميرة القرمزية بسبب شعرها القرمزي اللون.  
شيزوكو كورغاني (باليابانية 黒 鉄 珠 تُنطق باليابانية : كروغاني شيزوكو)
مؤدية الصوت:ناو توياما  (النسخة اليابانية)
هي أخت إيكي الصغري المهووسة به للغاية. تمتاز بأن لها شعر ابيض بخلاف اخيها إيكي ذي الشعر الاسود Ch. 4. تلقب بـلوريلاي (لوريلاي (باليابانية :深海の魔女 تُنطق باليابانية :رورالاي ،  والتي تترجم بالعربية إلي ساحرة البحر العميق))، وهي بليزر من الرتبة B تتفوق في التحكم السحري بالماء. جهازها يدعي يوشيجوري Yoishigure وفنونها النبيلة تشمل شوها سورين (باليابانية 障 波 水蓮) والتي تعني لوتس الماء ذات الأمواج العائقة و مدار سجن الماء (باليابانية: 水牢 弾 ، سيرودان) وهيسوجين (باليابانية 緋 水 刃) و التي تعني شفرة الماء القرمزية وأوريو رينا (باليابانية: 青色 輪 廻) والتي تعني التنساخ الأزرق. تكره شيزوكو عائلتها بسبب معاملتها لإيكي وتكره بشكل عام كل من يحمل اسم العائلة.لقد رفضت في البداية علاقة إيكي بستيلا وعندما تراها طريقتها في التعبير عن حبها تدعوها بالعاهرة، لكنها قبلتها في النهاية وقررت أخذها على عاتقها لتعليم ستيلا حول كونها عروسًا من عائلة كروغاني، على الرغم من أن لا تزال تشكل قواعد تقييد خاصة بها.في الأصل، كانت تخطط ان تكون أحدي ممثلات أكاديمية هاغون في بطولة قتال النجوم السبع، ولكن تم استبعادها خلال المباريات التأهيلية بعد خسارتها أمام توكا تودو.
ناجي «أليسي» أريسوين (باليابانية 有 栖 院 凪 تُنطق باليابانية أريسوين ناجي)
مؤدي الصوت: شينتارو أسانوما  (النسخة اليابانية)
أليسي هو طالب في السنة الأولى وهو وزميل شيزوكو في الغرفة هو رجل مخنث للغاية، ولديه العديد من الميزات المخنقة، مثل العيون الناعمة، والشفاه البنتة للغاية، على الرغم من أن هذا وهذا يرجع لاعتقاده بإنه امرأة متحولة جنسياً أو امرأة محبوس في جسد رجل لذلك يطلب من أصدقائه ان يدعوه بأليسي ويشير لنفسه بأنه فتاة.  ويلقب بـ «سونيا السوداء» وبالقاتل الأسود وبالشوكة السوداء، ولديه القدرة على التحكم في الظلال بجهازه «ظلمة الناسك».و فنونه النبيلة الظل الأعمي (باليابانية 影縫い) و الظل السائر (باليابانية 日陰道] و نقطة الظل . أليسي هو شخص لطيف للغاية، على الرغم من أنه في بعض الأحيان يحاول تثير الآخرين. فهو صديق جيد لـشيزوكو التي تفتح قلبها له.و تم الكشف لاحقًا على أنه يعمل كقاتل لصالح منظمة إرهابية تسمي تمرد وكذلك عضو في جماعة الأكاتسوكي، التي تسللت إلى أكاديمية هاغون. ولديه ماضِ مظلم، كونه يتيم فقد صديقته يوري، وأخذه فالنشتاين وقام بضمه إلى التمرد. وفي الفصل الـ36 ، هاجم عضو نادي الصحيفة كاغامي وسرق بحثها عندما بدأت في الكشف عن أدلة على وجود جماعة الأكاتسوكي. ومع ذلك، انقلب ضد التمرد، بسبب صداقته مع شيزوكو.
أياسي إياتسوجي (باليابانية 綾辻 絢瀬 وتُنطق باليابانية إياتسوجي إياسي)
مؤدية الصوت: يو كوباياشي  (ياباني)
تُعد أياسي طالبة في السنة الثالثة من أكاديمية هاغون وهي ابنة المبارز المشهور المدعو بالساموراي الأخير كايتو أياتسوجي وهي فتاة في السابعة عشر من العمر ولها شعر أسود نفاث وعينان بنيتان داكنتان، ويغطي شعرها كل من جبهتها وعينها اليمنى. تقترب أياسي من إيكي وتطلب إرشاده لتحسين مهارتها في المبارزة بالسيف وجهازها أسمه هيزومي (باليابانية 緋 爪 والتي تعني بالعربية المسامير القرمزية) وفنها النبيل هو علامة الريح (باليابانية 風の爪痕).  قبل عامين من القصة الحالية، قاتل والدها ضد كوراودو المعروف بأسم أكل السيف، وهو بليزر من أكاديمية تونرو، مع وضع الدوجو خاصته علي المحك وانتهي القتال بدخول كايتو في غيبوبة وقام كوراودو بالاستيلاء على الدوجو الخاص بالأخير. بعد هذا الحدث، تحدى أياسي كوراودو باستمرار، ولكن دون جدوى. فكانت تأمل في دخول مهرجان قتال النجوم السبع للحصول على فرصة للانتقام من كوراودو وذلك لإعادة الدوجو الخاص بوالدها وللوصول لهذه النقطة وجب على ها الاستعداد لاستخدام أي وسيلة ممكنة، حتى الغش، للفوز. في مباراتها المؤهلة ضد إيكي، التي كانت تدرس مهاراته في المبارزة، واعتبرته في ذلك الوقت صديقة، حيث قامت بعمل تغيير في الساحة سرًا لضمان فوزها، لكن إيكي، التي اشتبه في نواياها، لم يرفض فقط فضح غشها ولكنه هزمها أيضًا .Ch. 17 ولكن إيكي في  وقت لاحق، هزم كوراودو في الدوجو وذلك لاستعادة ملكيته لأياسي ووالدها . Ch. 19 وبعد ذلك  اعترفت أياسي بقيامها بالغش للسلطات المدرسية، مما أدى إلى تعليقها وإقصائها من مسابقة قتال النجوم السبع، وخرج والدها من غيبوبته.Ch. 20 
توكا «ذا ريكيري» تودو (باليابانية 東堂刀華 وتُنطق باليابانية تودو «ريكيري» توكا )
مؤدية الصوت:هيساكو كانيموتو  (النسخة اليابانية)
توكا هي طالبة في السنة الثالثة، وهي رئيسة مجلس طلاب أكاديمية هاغون، وأقوى طالبة في المدرسة، وهذا يرجع لكونها واحدة من أقوى 4 فرسان في اليابان. شعرها بني فاتح طويل وترتدي نظارات. لديها لقب رايكيري، وهي فارسة من الدرجة B مع القدرة على معالجة البرق.  جهازها توكا يُدعى ناروكامي (باليابانية 鳴神 والتي تعني حرفياً دوي الإله) وفنونها النبيلة هي رايكيري (باليابانية 雷切 والتي تعني حرفياً قاطع البرق) وعاكس البصر (باليابانية 閃理眼) وشيبو جينراي (باليابانية 疾風 迅雷 والتي تعني حرفياً سرعة البرق) وتاكيميكازوتشي . وعند الاقتراب منها تجد إنها شخص لطيف، تهتم كثيرا بالآخرين. نشأت في دار للأيتام، بسبب وفاة والديها بسبب مرض. ويعتقد أنها لا تقهر.
إتسوكي كوروغاني (باليابانية 黒鉄 巌 وتُنطق باليابانية كوروغاني إتسوكي)
صوت: شو هايامي (النسخة اليابانية)
هو رئيس الاتحاد الدولي للفرسان السحري بما فيها التمرد والاتحاد - فرع اليابان. والد كل من إيكي وشيزوكو. يهتم بمكانة عائلة كوروغاني أكثر من اهتمامه برفاهية أطفاله يهتم لنفسه أكثر من اهتمامه لاطفاله.
أوما كروغاني (باليابانية 黒鉄 王馬 وتُنطق باليابانية كروغاني أوما)
هو شقيق إيكي الكبري. وهو عضو في جماعة الأكاتسوكي. اسمه المستعار هو كازي نو كينتي (باليابانية 風の剣帝 والتي تعني سيف رياح الإمبراطور). وهو بليزر في المرتبة (أ) أو (A).  لا يهتم أوما بأي شيء إلى جانب قتال المعارضين الأقوياء لاختبار حدود قوتهم. ويصف شقيقه الأصغر إيكي بأنه شخص رواقي بشكل لا يصدق مهتم فقط بأن يصبح أقوى مبارز .
«ذات الجناحين المزدوجين» إيدلويس (باليابانية エーデルワイス وتُنطق باليابانية إيدرويسو)
لم تظهر في السلسلة الأولي من الأنمي وهي أقوي بليزر في العالم. وتعد توين ويينغ مجرمة تم القبض علياه بسبب قوتها الهائلة.  وهي أيضًا واحدة من عدد قليل من الخارجين عن القانون الديسبرادو (أو الماجين) في العالم. لقد اهتمت بـإيكي كروغاني بعد قتالهم الأول، وقالت لكورونو شيجوجي أن تخبر إيكي أن يتدرب جيداً كي يصبح الخصم الجدير بقتالها في المرة القادمة التي يلتقيان فيها.
يوداي موروبوشي (باليابانية 諸星 雄大 وتُنطق باليابانية موروبوشي يوداي
هو رجل أشقر ذو شعر أسود. وهو طالب في السنة الثالثة ويلقب بـنجم نانيوا وتوج بلقب ملك السيوف بفوزه بمهرجان قتال النجوم السبع الذي حصل قبل عام من احداث القصة.
شيزويا كيريهارا (باليابانية 桐原 静矢 وتُنطق باليابانية كيليهالا شيزويا)
مؤدي الصوت: يوشيتسوغو ماتسوكا  (النسخة اليابانية)
كيريهارا هو طالب في السنة الثانية. لقبه هو الصياد، وهو فارس شعبي من الرتبة C. جهازه عبارة عن قوس يدعى Oborotsuki ، وفنونه النبيلة هي منطقة غير مرئية (باليابانية 狩人の森) والمطر المليون (باليابانية 驟雨烈光閃). إنه شخص متغطرس، قام بمضايقة إيكي خلال سنته الأولى. هزمه وأذل من قبل إيكي.
كروادو كوراشيكي (باليابانية 倉敷 蔵人 وتُنطق باليابانية كولاشيكي كولوادو)
بصوت: يوشيماسا هوسويا  (يابانية)
كروادو كوراشيكي هو الطالب الأول في أكاديمية تونرو وهو بليزير من الدرجة (ج) أو (C) الملقب بـ أكل السيف (剣士殺し تُنطق باليابانية سودو أيتا) بسبب هزيمته العديد من المبارزين. لقد كان في المراكز الثمانية الأولى في السنوات الأخيرة في مهرجان قتال النجوم السبع . عندما يهزمه إيكي، يعيد ملكية الدوجو إلى عائلة أياسي.
رينرين تومارو (باليابانية 兎丸恋々 تنطق باليابانية تومارو رينرين)
مؤدية الصوت: أم .إيه . أوه  (النسخة اليابانية)
رينرين هي طالبة في السنة الثانية وهي مدير الشؤون العامة لمجلس الطلاب. لديها شعر قصير وهي قصيرة نوعا ما. تلقب بالعدائة العالية
رنيرز هاي Runner's High وهذا يرجع لسرعتها في القتال والركض بسرعة، وهي تحمل تصنيف C ، ولديها القدرة على استخدام تسارعها الخاص لحسم النزالات، وهي تعد ثالث أقوى طالبة في أكاديمية هاغون بعد كاناتا وتوكا.
يوتاكاتا ميسوجي (باليابانية 御祓 泡沫 تنطق باليابانية ميسوجي يوتاكاتا)
مؤدية الصوت: ميغومي هان   (النسخة اليابانية)
يوتاكتا هو طالب في السنة الثالثة وهو نائب رئيس مجلس الطلاب. إنه صبي صغير ذو شعر أبيض. لقبه هو خمسون وخمسون، وهو فارس من رتبة (د) أو (D). فنه النبيل هو الصندوق الأسود، مما يتيح له تغيير نتائج الأحداث من خلال الاحتمالات. إنه مرح للغاية، وهو صديق قديم لتوكا وكاناتا.
كاناتا كوتوكوبارا (باليابانية 貴徳原カナタ تنطق باليابانية كوتوكوبارا كاناتا)
بصوت: يوكو هيكاسا  (النسخة اليابانية)
كاناتا هي طالب في السنة الثالثة، وأمينة صندوق مجلس الطلاب، التي تعتبر ثاني أقوى طالبة في أكاديمية هاغون بعد توكا. ولديها شعر أشقر طويل وترتدي ثوب أبيض طويل. تُلقب بـالمرأة القرمزية Scharlach Frau ، وهي فارسة من الدرجة (ب) أو (B)، قادرة على تحويل جهازها فرانشيسكا إلى ألماس يمكنها التحكم فيه وفنونها النبيلة عاصفة الألماس (باليابانية 星屑の斬風) وغبار الألماس (باليابانية 星屑の剣).كاناتا هي أيضًا صديقة قديمة لتوكا ويوتاكاتا.

## الإنتاج
بعد فوز المانغاكا ريكو ميسورا بجائزة عن سلسلة روايته الخفيفة السابقة Danzai no Exceed ، قرر ريكو ميسورا كتابة رواية ذات صلة بالرياضة في عرض Akenitsu Awamura's Mugen no Linkage .

## الوسائط

### الطباعة
كان الإصدار الأصلي للمسلسل في شكل رواية خفيفة من كتابة ريكو ميسورا، ورسوم وون . تم نشر الرواية بواسطة شركة سوفت بانك كريتيف في مجلتها جي إيه بانكو في الفترة منذ 16 يوليو 2013. حصلت شركة سول بريس Sol Press على ترخيص المسلسل وأصدرت المجلدات الثلاثة الأولى مترجمة باللغة الإنجليزية في 16 نوفمبر 2019.
تم تحويل السلسلة إلى مانغا من كتابة المانغاكا ميجومو سوراميتشي وتم نشرها في مجلة المانجا الشهرية شونين جانجان في الفترة من 2014 إلى 2017. تم جمعها في أحد عشر مجلداً تانكبون . وتم نشر مجلد مختارات من المانجا يوضحه العديد من الفنانين في 13 ديسمبر 2014.